# Middle Savage Islands
Middle Savage Islands är öar i Kanada.   De ligger i territoriet Nunavut, i den östra delen av landet, 1 900 km norr om huvudstaden Ottawa. Den största ön i ögruppen är Saddleback Island.